# Вулиця Зустрічна (Львів)
Вулиця Зустрічна — вулиця в Шевченківському районі Львова, у місцевості Нове Знесіння. Сполучає вулиці Богдана Хмельницького та Дублянську.

## Історія
Виникла на початку XX століття у складі селища Знесіння, не пізніше 1927 року отримала назву вулиця Кремпнерів, на честь львівського виноторговця Лейба Крампнера (Кремпнера), власника кількох будинків на сучасній вулиці Хмельницького, на початку вулиці Зустрічної. У вулиця 1930 році перейменована на вулицю Словацького, на честь польського поета Юліуша Словацького. У 1934 році отримала назву вулиця Стики, на честь польського художника Яна Стики, одного з авторів Рацлавицької панорами. Від 1950 року — сучасна назва вулиця Зустрічна.

## Забудова
Вулиця забудована житловими будинками першої половини XX століття у стилях сецесії та конструктивізму. Декілька будинків, що розташовані наприкінці вулиці, входили до комплексу колонії працівників трамвайного депо, зведеного у 1912 році львівськими архітекторами Владиславом Дердацьким та Вітольдом Мінкевичем.
Триповерхова наріжна кам'яниця під № 1 (інша адреса — вулиця Богдана Хмельницького, 169) споруджена у 1908-1910 роках за проектом бюро Міхала Уляма у стилі пізньої сецесії. На першому поверсі будинку за часів Другої Польської республіки був ресторан і торговий пасаж. У 1940-х—1950-х роках тут містилася початкова школа № 40 міського відділу народної освіти з українською мовою навчання. Донедавна в будинку міститься ЛКП «За Замком». 2 травня 2019 року управління комунальної власності Львівської міської ради продало на повторному аукціоні приміщення першого та другого поверхів цього будинку. Будинок є пам'яткою архітектури місцевого значення № 2433-м.
Триповерхова наріжна кам'яниця під № 2 — пам'ятка архітектури місцевого значення № 2434-м.

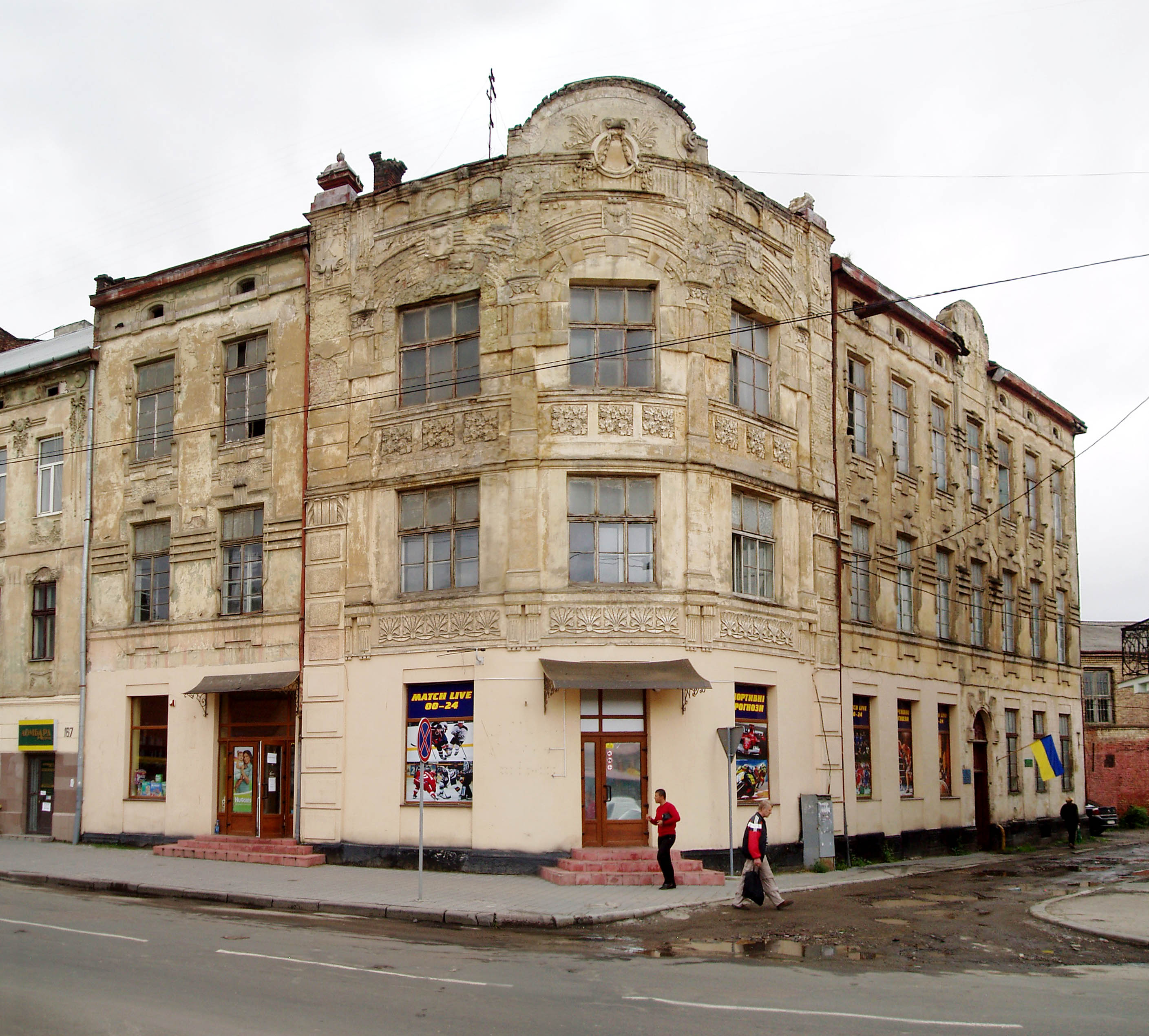
Будинок № 1
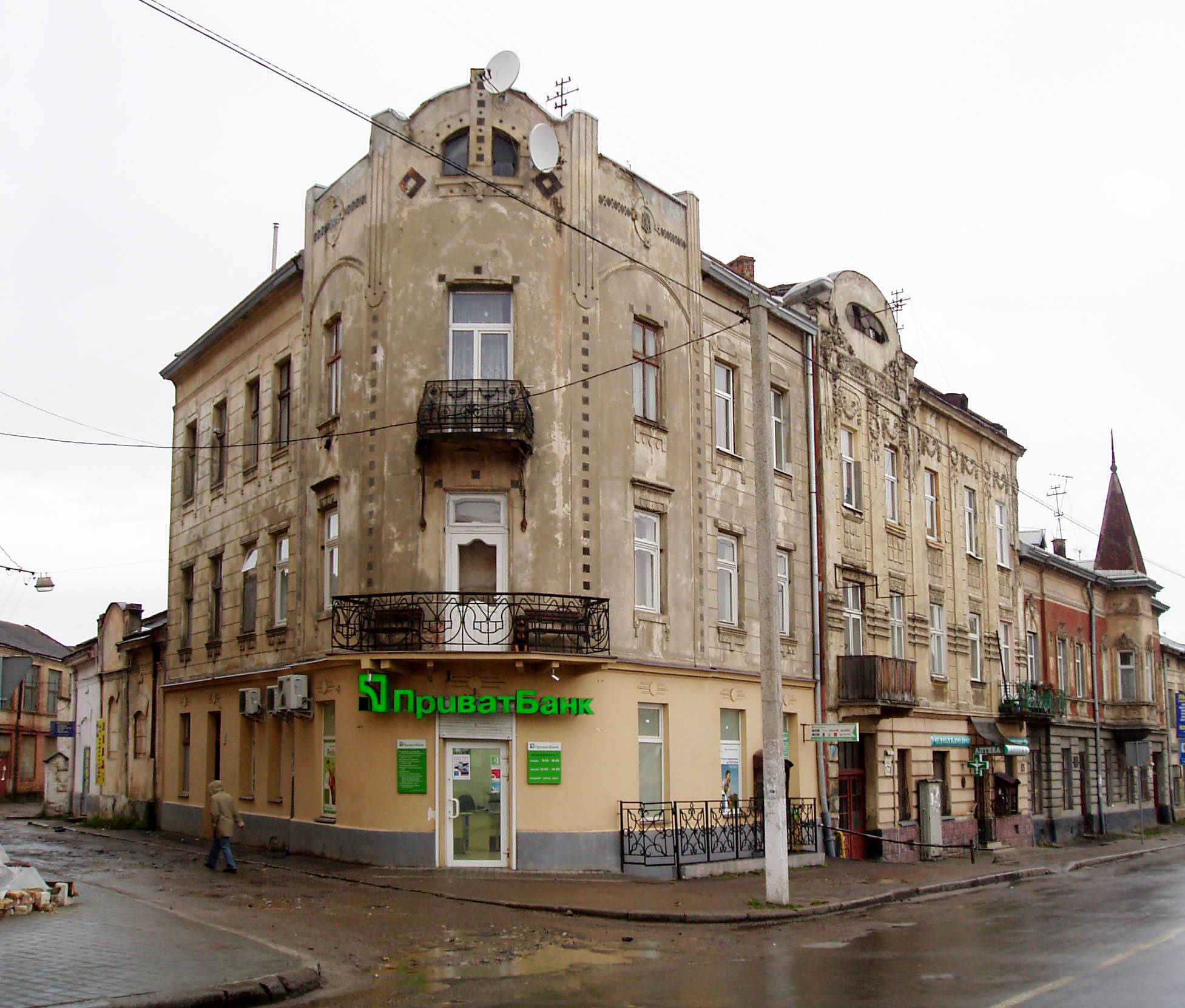
Будинок № 2
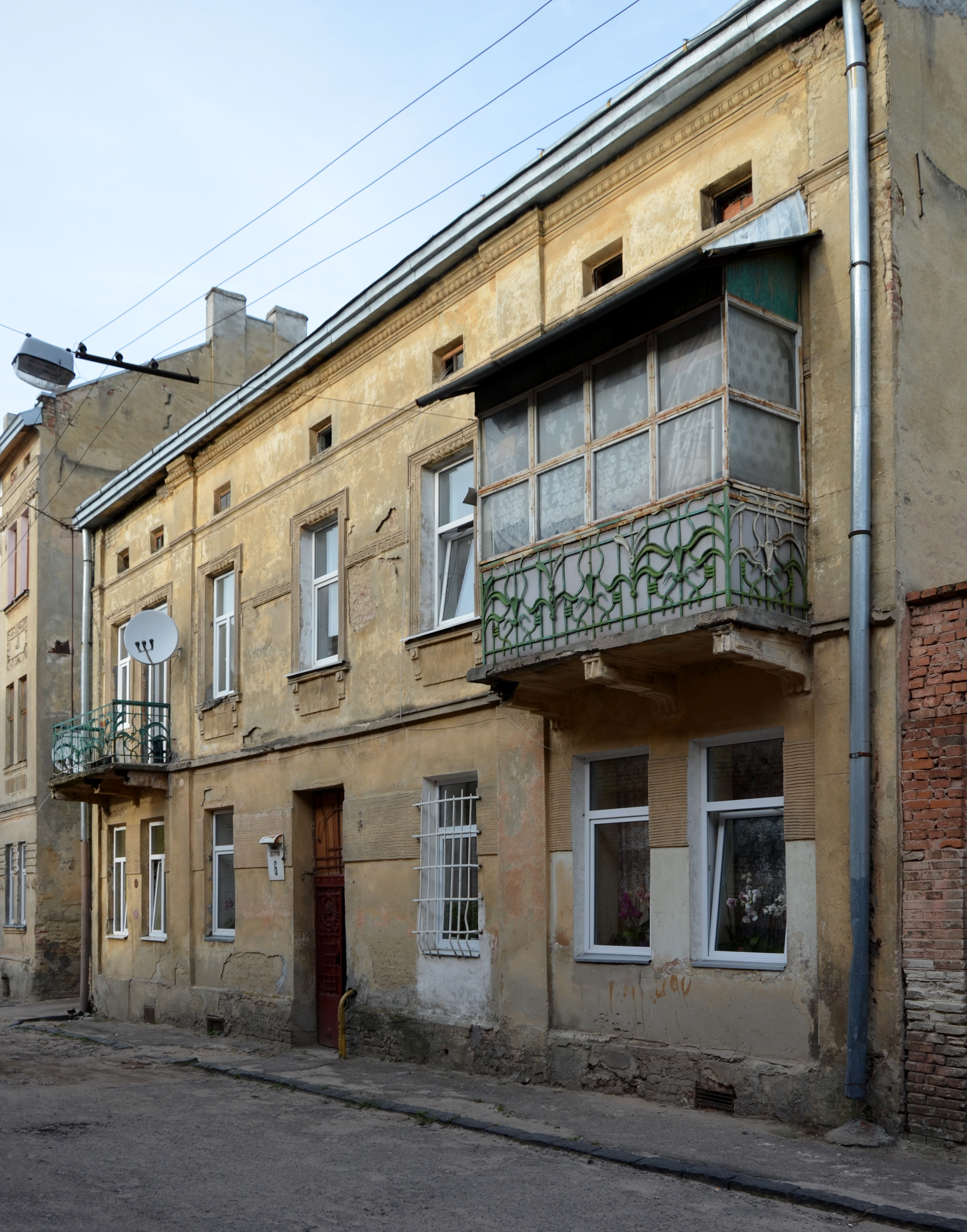
Будинок № 6